# Élections législatives de 2012 à Mayotte
Les élections législatives françaises de 2012 se déroulent les 10 et 17 juin. Dans le département de Mayotte, deux députés sont à élire dans le cadre de deux circonscriptions, soit une de plus que lors des législatures précédentes, en raison du redécoupage électoral.

## Élus
| Circonscription | Député sortant   | Parti      | Parti      | Groupe     | Député élu ou réélu | Parti | Parti | Groupe   |
| --------------- | ---------------- | ---------- | ---------- | ---------- | ------------------- | ----- | ----- | -------- |
| 1re             | Abdoulatifou Aly |            | MoDem      | NI         | Boinali Saïd        |       | DVG   | app. SRC |
| 2e              | Siège créé       | Siège créé | Siège créé | Siège créé | Ibrahim Aboubacar   |       | PS    | SRC      |

## Résultats

### Résultats à l'échelle du département
| Parti          | Parti                                | Premier tour | Premier tour | Second tour | Second tour | Sièges |
| Parti          | Parti                                | Voix         | %            | Voix        | %           | Sièges |
| -------------- | ------------------------------------ | ------------ | ------------ | ----------- | ----------- | ------ |
|                | Union pour un mouvement populaire    | 9 680        | 26,33        | 10 532      | 26,50       | 0      |
|                | Parti socialiste                     | 6 384        | 17,36        | 12 846      | 32,33       | 1      |
|                | Divers gauche                        | 5 834        | 15,81        | 9 653       | 24,29       | 1      |
|                | Nouvel élan pour Mayotte             | 5 042        | 13,71        | 6 707       | 16,88       | 0      |
|                | Mouvement départementaliste mahorais | 3 968        | 10,79        |             |             | 0      |
|                | Alliance                             | 1 008        | 2,74         | 0           |             |        |
|                | Nouveau Centre                       | 916          | 2,49         | 0           |             |        |
|                | Mouvement populaire mahorais         | 759          | 2,06         | 0           |             |        |
|                | Europe Écologie Les Verts            | 617          | 1,68         | 0           |             |        |
|                | Parti social mahorais                | 581          | 1,58         | 0           |             |        |
|                | Autres                               | 537          | 1,46         | 0           |             |        |
|                | Divers droite                        | 686          | 1,87         | 0           |             |        |
|                | Front national                       | 372          | 1,01         | 0           |             |        |
|                | Parti radical                        | 276          | 0,75         | 0           |             |        |
|                | Mouvement démocrate                  | 127          | 0,35         | 0           |             |        |
|                |                                      |              |              |             |             |        |
| Inscrits       | Inscrits                             | 77 591       | 100,00       | 77 602      | 100,00      | 2      |
| Abstentions    | Abstentions                          | 38 862       | 50,09        | 35 919      | 46,29       |        |
| Votants        | Votants                              | 38 729       | 49,91        | 41 683      | 53,71       |        |
| Blancs et nuls | Blancs et nuls                       | 1 968        | 5,08         | 1 945       | 4,67        |        |
| Exprimés       | Exprimés                             | 36 761       | 94,92        | 39 738      | 95,33       |        |

### Résultats par circonscription

#### Première circonscription de Mayotte
Député sortant : Abdoulatifou Aly (MoDem)
| Candidat       | Candidat              | Parti          | Premier tour | Premier tour | Second tour | Second tour |
| Candidat       | Candidat              | Parti          | Voix         | %            | Voix        | %           |
| -------------- | --------------------- | -------------- | ------------ | ------------ | ----------- | ----------- |
|                | Saïd Omar Oili        | NEMA           | 3 337        | 21,50        | 6 707       | 40,99       |
|                | Boinali Saïd Toumbou  | DVG            | 2 957        | 19,09        | 9 653       | 59,01       |
|                | Ali Mohamed Ben Ali   | MDM            | 2 568        | 16,58        |             |             |
|                | Mouhamadi Soumaila    | UMP            | 2 264        | 14,62        |             |             |
|                | Ramlati Ali           | PS             | 1 236        | 7,98         |             |             |
|                | Bacar Ali Boto        | Alliance       | 1 008        | 6,51         |             |             |
|                | Saïd Ahamadi « Raos » | PSM            | 581          | 3,75         |             |             |
|                | Bacar Haladi          | DVG            | 340          | 2,20         |             |             |
|                | Eugène Félix          | PR             | 276          | 1,78         |             |             |
|                | Franck Madjid         | UMP diss.      | 195          | 1,26         |             |             |
|                | Lucinda Carvalho      | FN             | 190          | 1,23         |             |             |
|                | Saïd Ahamada          | EELV           | 166          | 1,07         |             |             |
|                | Toiha Minihaji        | DVG            | 153          | 0,99         |             |             |
|                | Abdoulatifou Aly*     | MoDem          | 127          | 0,82         |             |             |
|                | Mohamed Brahime       | DVD            | 88           | 0,57         |             |             |
|                |                       |                |              |              |             |             |
| Inscrits       | Inscrits              | Inscrits       | 35 586       | 100,00       | 35 601      | 100,00      |
| Abstentions    | Abstentions           | Abstentions    | 19 297       | 54,23        | 18 501      | 51,97       |
| Votants        | Votants               | Votants        | 16 289       | 45,77        | 17 100      | 48,03       |
| Blancs et nuls | Blancs et nuls        | Blancs et nuls | 803          | 4,93         | 740         | 4,33        |
| Exprimés       | Exprimés              | Exprimés       | 15 486       | 95,07        | 16 360      | 95,67       |

#### Deuxième circonscription de Mayotte
Nouvelle circonscription
| Candidat       | Candidat              | Parti          | Premier tour | Premier tour | Second tour | Second tour |
| Candidat       | Candidat              | Parti          | Voix         | %            | Voix        | %           |
| -------------- | --------------------- | -------------- | ------------ | ------------ | ----------- | ----------- |
|                | Mansour Kamardine     | UMP            | 7 416        | 34,85        | 10 532      | 45,05       |
|                | Ibrahim Aboubacar     | PS             | 5 148        | 24,19        | 12 846      | 54,95       |
|                | Hakime Ali Saïd       | DVG            | 2 364        | 11,11        |             |             |
|                | Sarah Mouhoussoune    | NEMA           | 1 705        | 8,01         |             |             |
|                | Papa Ahmed Combo      | MDM            | 1 400        | 6,58         |             |             |
|                | Jacques Martial-Henry | NC             | 916          | 4,30         |             |             |
|                | Aynoudine Madi        | MPM            | 759          | 3,57         |             |             |
|                | Attoumani Abdallah    | SE             | 537          | 2,52         |             |             |
|                | Kamaldine Attoumani   | EELV           | 451          | 2,12         |             |             |
|                | Maurice Toumbou       | DVD            | 403          | 1,89         |             |             |
|                | Omar Abdallah         | FN             | 182          | 0,86         |             |             |
|                | Abdouldjabar Salim    | DVD            | 0            | 0,00         |             |             |
|                |                       |                |              |              |             |             |
| Inscrits       | Inscrits              | Inscrits       | 42 012       | 100,00       | 42 001      | 100,00      |
| Abstentions    | Abstentions           | Abstentions    | 19 564       | 46,57        | 17 418      | 41,47       |
| Votants        | Votants               | Votants        | 22 448       | 53,43        | 24 583      | 58,53       |
| Blancs et nuls | Blancs et nuls        | Blancs et nuls | 1 167        | 5,20         | 1 205       | 4,90        |
| Exprimés       | Exprimés              | Exprimés       | 21 281       | 94,80        | 23 378      | 95,10       |